# 400 meter häck för herrar i friidrott vid olympiska sommarspelen 2016
Herrarnas 400 meter häcklöpning vid olympiska sommarspelen 2016, i Rio de Janeiro i Brasilien avgjordes den 15-18 augusti på Estádio Olímpico João Havelange.

## Medaljörer
| Spel           | Guld               | Silver                        | Brons                   |
| 400 meter häck | Kerron Clement USA | Boniface Mucheru Tumuti Kenya | Yasmani Copello Turkiet |

## Resultat

### Heat

#### Heat 1
| Placering | Bana | Idrottare               | Nationalitet | Tid   | Noteringar |
| --------- | ---- | ----------------------- | ------------ | ----- | ---------- |
| 1         | 8    | Abdelmalik Lahoulou     | Algeriet     | 48,62 | Q, NR      |
| 2         | 7    | Boniface Mucheru Tumuti | Kenya        | 48,91 | Q          |
| 3         | 2    | Kerron Clement          | USA          | 49,17 | Q          |
| 4         | 4    | Yuki Matsushita         | Japan        | 49,60 |            |
| 5         | 5    | Miles Ukaoma            | Nigeria      | 49,84 |            |
| 6         | 3    | Marcio Teles            | Brasilien    | 50,41 |            |
| 7         | 6    | Jeffery Gibson          | Bahamas      | 52,77 |            |

#### Heat 2
| Placering | Bana | Idrottare           | Nationalitet | Tid   | Noteringar |
| --------- | ---- | ------------------- | ------------ | ----- | ---------- |
| 1         | 5    | Yasmani Copello     | Turkiet      | 49,52 | Q          |
| 2         | 6    | Eric Alejandro      | Puerto Rico  | 49,54 | Q          |
| 3         | 1    | Mahau Suguimati     | Brasilien    | 49,77 | Q          |
| 4         | 8    | Jaak-Heinrich Jagor | Estland      | 49,78 |            |
| 5         | 2    | Kariem Hussein      | Schweiz      | 49,80 |            |
| 6         | 7    | Amadou Ndiaye       | Senegal      | 49,91 |            |
| 7         | 4    | Martin Kucera       | Slovakien    | 51,47 |            |
| 8         | 3    | Maoulida Daroueche  | Komorerna    | 52,32 |            |

#### Heat 3
| Placering | Bana | Idrottare          | Nationalitet | Tid   | Noteringar |
| --------- | ---- | ------------------ | ------------ | ----- | ---------- |
| 1         | 2    | Karsten Warholm    | Norge        | 48,49 | Q, NR      |
| 2         | 3    | Javier Culson      | Puerto Rico  | 48,53 | Q, SB      |
| 3         | 8    | Rasmus Mägi        | Estland      | 48,55 | Q, SB      |
| 4         | 7    | Roxroy Cato        | Jamaica      | 48,56 | q, SB      |
| 5         | 6    | Miloud Rahmani     | Algeriet     | 49,73 |            |
| 6         | 1    | Dmitriy Koblov     | Kazakstan    | 49,87 |            |
| 7         | 5    | José Luis Gaspar   | Kuba         | 50,58 |            |
| 8         | 4    | Ned Justeen Azemia | Seychellerna | 50,74 | NR         |

#### Heat 4
| Placering | Bana | Idrottare        | Nationalitet        | Tid   | Noteringar |
| --------- | ---- | ---------------- | ------------------- | ----- | ---------- |
| 1         | 7    | Keisuke Nozawa   | Japan               | 48,62 | Q, PB      |
| 2         | 3    | Thomas Barr      | Irland              | 48,93 | Q, SB      |
| 3         | 8    | Eric Cray        | Filippinerna        | 49,05 | Q          |
| 4         | 4    | Jaheel Hyde      | Jamaica             | 49,24 | q          |
| 5         | 1    | Sergio Fernandez | Spanien             | 49,31 | q          |
| 6         | 5    | Sebastian Rodger | Storbritannien      | 49,54 |            |
| 7         | 6    | Le Roux Hamman   | Sydafrika           | 49,72 |            |
| 8         | 2    | Jehue Gordon     | Trinidad och Tobago | 49,90 | SB         |

#### Heat 5
| Placering | Bana | Idrottare              | Nationalitet   | Tid   | Noteringar |
| --------- | ---- | ---------------------- | -------------- | ----- | ---------- |
| 1         | 1    | Annsert Whyte          | Jamaica        | 48,37 | Q, PB      |
| 2         | 7    | Jack Green             | Storbritannien | 48,96 | Q, SB      |
| 3         | 4    | Byron Robinson         | USA            | 48,98 | Q          |
| 4         | 5    | Oskari Mörö            | Finland        | 49,04 | q, NR      |
| 5         | 2    | Michael Bultheel       | Belgien        | 49,37 | q, SB      |
| 6         | 3    | Kurt Couto             | Moçambique     | 49,74 | SB         |
| 7         | 6    | Lindsay Hanekom        | Sydafrika      | 50,22 |            |
| –         | 8    | Nicholas Kiplagat Bett | Kenya          | DQ    | R168,7b    |

#### Heat 6
| Placering | Bana | Idrottare           | Nationalitet     | Tid   | Noteringar |
| --------- | ---- | ------------------- | ---------------- | ----- | ---------- |
| 1         | 4    | Haron Koech         | Kenya            | 48,77 | Q, PB      |
| 2         | 8    | Louis Jacob van Zyl | Sydafrika        | 49,12 | Q          |
| 3         | 5    | Andres Silva        | Uruguay          | 49,21 | Q, SB      |
| 4         | 7    | Jordin Andrade      | Kap Verde        | 49,35 | q          |
| 5         | 6    | Mohamed Sghaier     | Tunisien         | 50,09 | SB         |
| 6         | 1    | Michael Tinsley     | USA              | 50,18 |            |
| 7         | 3    | Chen Chieh          | Kinesiska Taipei | 50,65 |            |
| 8         | 2    | Patryk Dobek        | Polen            | 50,66 |            |

### Semifinaler

#### Semifinal 1
| Placering | Bana | Idrottare               | Nationalitet   | Tid   | Noteringar |
| --------- | ---- | ----------------------- | -------------- | ----- | ---------- |
| 1         | 8    | Kerron Clement          | USA            | 48,26 | Q, SB      |
| 2         | 6    | Boniface Mucheru Tumuti | Kenya          | 48,85 | Q, SB      |
| 3         | 1    | Sergio Fernandez        | Spanien        | 48,87 |            |
| 4         | 5    | Abdelmalik Lahoulou     | Algeriet       | 49,08 |            |
| 5         | 2    | Jaheel Hyde             | Jamaica        | 49,17 |            |
| 6         | 3    | Keisuke Nozawa          | Japan          | 49,20 |            |
| 7         | 7    | Eric Cray               | Filippinerna   | 49,37 |            |
| 8         | 4    | Jack Green              | Storbritannien | 49,54 |            |

#### Semifinal 2
| Placering | Bana | Idrottare           | Nationalitet | Tid   | Noteringar |
| --------- | ---- | ------------------- | ------------ | ----- | ---------- |
| 1         | 4    | Annsert Whyte       | Jamaica      | 48,32 | Q, PB      |
| 2         | 5    | Javier Culson       | Puerto Rico  | 48,46 | Q, SB      |
| 3         | 6    | Yasmani Copello     | Turkiet      | 48,61 | q          |
| 4         | 7    | Rasmus Mägi         | Estland      | 48,64 | q          |
| 5         | 3    | Louis Jacob van Zyl | Sydafrika    | 49,00 |            |
| 6         | 1    | Jordin Andrade      | Kap Verde    | 49,32 |            |
| 7         | 2    | Oskari Mörö         | Finland      | 49,75 |            |
| 8         | 8    | Mahau Suguimati     | Brasilien    | 49,77 |            |

#### Semifinal 3
| Placering | Bana | Idrottare        | Nationalitet | Tid   | Noteringar |
| --------- | ---- | ---------------- | ------------ | ----- | ---------- |
| 1         | 4    | Thomas Barr      | Irland       | 48,39 | Q, NR      |
| 2         | 6    | Haron Koech      | Kenya        | 48,49 | Q, PB      |
| 3         | 7    | Byron Robinson   | USA          | 48,65 | PB         |
| 4         | 5    | Karsten Warholm  | Norge        | 48,81 |            |
| 5         | 1    | Michael Bultheel | Belgien      | 49,46 |            |
| 6         | 8    | Andres Silva     | Uruguay      | 49,75 |            |
| 7         | 3    | Eric Alejandro   | Puerto Rico  | 49,95 |            |
| –         | 2    | Roxroy Cato      | Jamaica      | DQ    | R168,7a    |

### Final
| Placering | Bana | Idrottare               | Nationalitet | Reaktion | Tid   | Noteringar |
| --------- | ---- | ----------------------- | ------------ | -------- | ----- | ---------- |
| 1         | 5    | Kerron Clement          | USA          | 0,227    | 47,73 | SB         |
| 2         | 7    | Boniface Mucheru Tumuti | Kenya        | 0,165    | 47,78 | NR         |
| 3         | 2    | Yasmani Copello         | Turkiet      | 0,186    | 47,92 | NR         |
| 4         | 4    | Thomas Barr             | Irland       | 0,191    | 47,97 | NR         |
| 5         | 6    | Annsert Whyte           | Jamaica      | 0,167    | 48,07 | PB         |
| 6         | 1    | Rasmus Mägi             | Estland      | 0,182    | 48,40 | NR         |
| 7         | 8    | Haron Koech             | Kenya        | 0,159    | 49,09 |            |
| –         | 3    | Javier Culson           | Puerto Rico  | i.u.     | DQ    | R162,7     |